# Leopoldka
Leopoldka (německy Leopoldsruh) je vesnice, část města Velký Šenov v okrese Děčín. Nachází se asi 1,5 km na jihovýchod od Velkého Šenova. Je zde evidováno 74 adres. V roce 2011 zde trvale žilo 459 obyvatel. Leopoldka leží v katastrálním území Staré Hraběcí o výměře 3,22 km2 v oblasti Šluknovské pahorkatiny. Západním okrajem protéká Vilémovský potok, u něhož stávaly dva vodní mlýny (např. bývalý mlýn čp. 22, založený kolem r. 1700 a přestavěný 1830 na továrnu na ocelové zboží).

## Historie
Osada vznikla na počátku 18. století. Leopoldku založil kolem roku 1720 hrabě Leopold Antonín ze Salm-Reifferscheidtu, po němž byla také pojmenována názvem Leopoldsruh. Nejstarší písemná zmínka pochází z roku 1787. Do roku 1847 byly Leopoldka a sousední Malý Šenov samostatnými obcemi. Obě byly následně spojeny v jeden celek. Nejvýznamnější období dějin zažívala osada od 19. století do třicátých let 20. století. Pocházela odtud rozvětvená rodina Opitzů, textilních obchodníků, jejichž potomci prosluli jako rytci a tiskaři. Roku 1946 byla obec přejmenována z původního názvu Leopoldsruh na Leopoldku. V roce 1961 byla Leopoldka administrativně připojena k městu Velký Šenov, stejně jako další místní části Staré Hraběcí, Janovka, Knížecí a Malý Šenov.

## Geografie a přírodní poměry
Leopoldka leží v údolí Vilémovského potoka, v nadmořské výšce kolem 350–360 m. Oblast patří do Šluknovské pahorkatiny, přilehlé kopce dosahují 500–600 m (např. blízký vrch Hrazený má 608 m). 

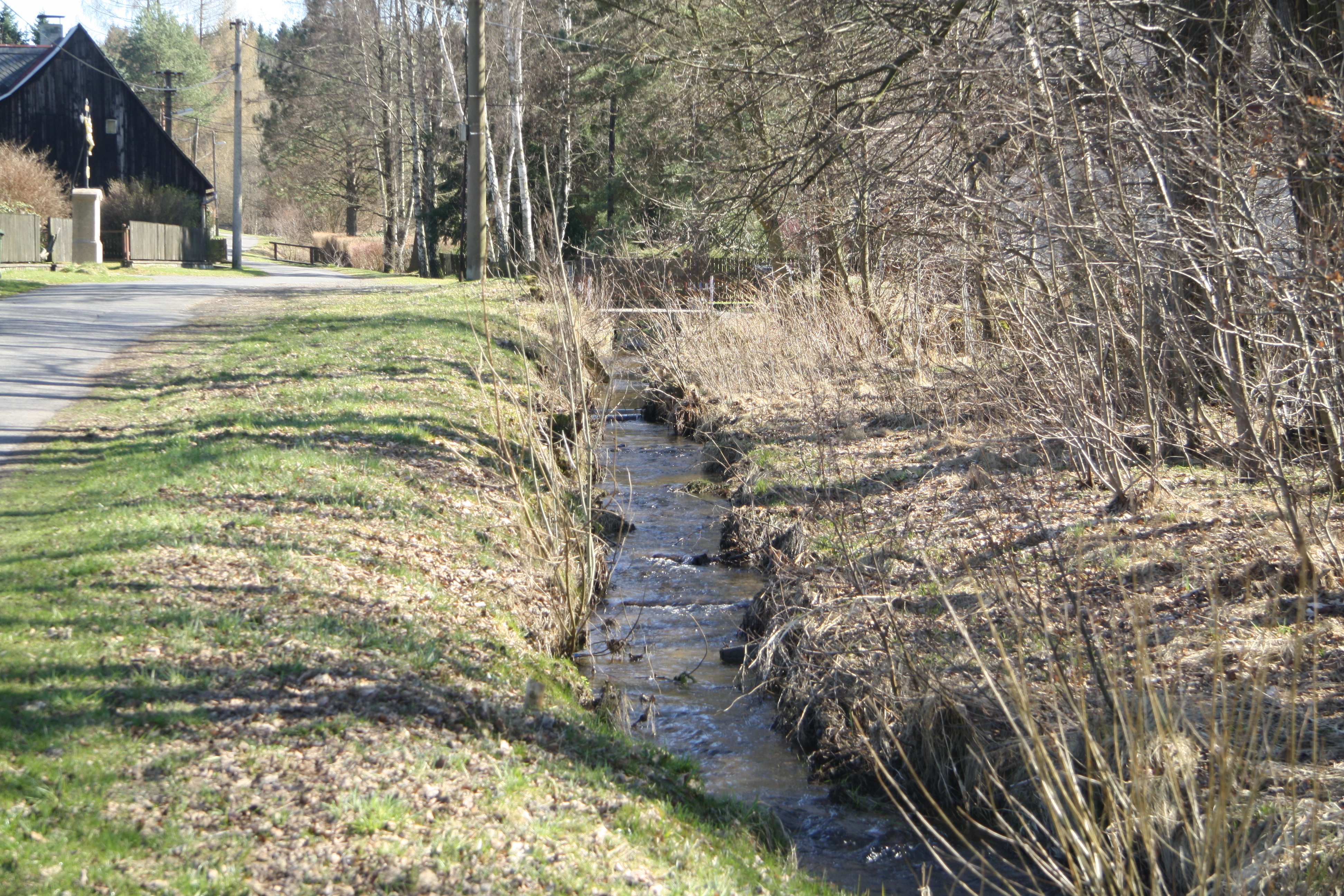
Vilémovský potok

## Doprava
Leopoldka je spojena místními komunikacemi se zbytkem města Velký Šenov. Veřejnou dopravu zajišťují regionální autobusové linky, které projíždějí městem Velký Šenov (nejbližší zastávky jsou v Janovce nebo v ulici Brtnická). Propojení s okolními sídly (např. Rumburk, Šluknov) je realizováno především přes Velký Šenov. Nejbližší železniční zastávka je ve Velkém Šenově, kudy vede železniční trať Rumburk–Sebnitz.

## Obyvatelstvo
Počet obyvatel Leopoldky prošel značnými výkyvy. V 19. století se růst zastavil na 549 obyvatelích, poté došlo díky migraci a zejména vysídlení Němců z Československa po 2. světové válce k poklesu. Demografická struktura se po roce 1945 změnila. Původní německy mluvící obyvatelstvo bylo nahrazeno novými osídlenci, převážně Čechy a Slováky.
|                                                                      | 1869 | 1880 | 1890 | 1900 | 1910 | 1921 | 1930 | 1950 | 1961 | 1970 | 1980 | 1991 | 2001 | 2011 |
| -------------------------------------------------------------------- | ---- | ---- | ---- | ---- | ---- | ---- | ---- | ---- | ---- | ---- | ---- | ---- | ---- | ---- |
| Obyvatelé                                                            | 426  | 429  | 448  | 470  | 549  | 446  | 483  | 335  | 361  | 391  | 123  | 102  | 460  | 459  |
| Domy                                                                 | 58   | 56   | 58   | 58   | 61   | 65   | 70   | 66   | .    | 57   | 29   | 29   | 71   | 73   |
| Počet domů z roku 1961 je zahrnut v domech místní části Velký Šenov. |      |      |      |      |      |      |      |      |      |      |      |      |      |      |

## Osobnosti
- Ambros Opitz (1846, Leopoldsruh – 1907, Varnsdorf), teolog, knihtiskař, politik
- Ferdinand Opitz (1885, Praha – 1960, Vídeň), akademický sochař a designér